# 大魏瑟湖

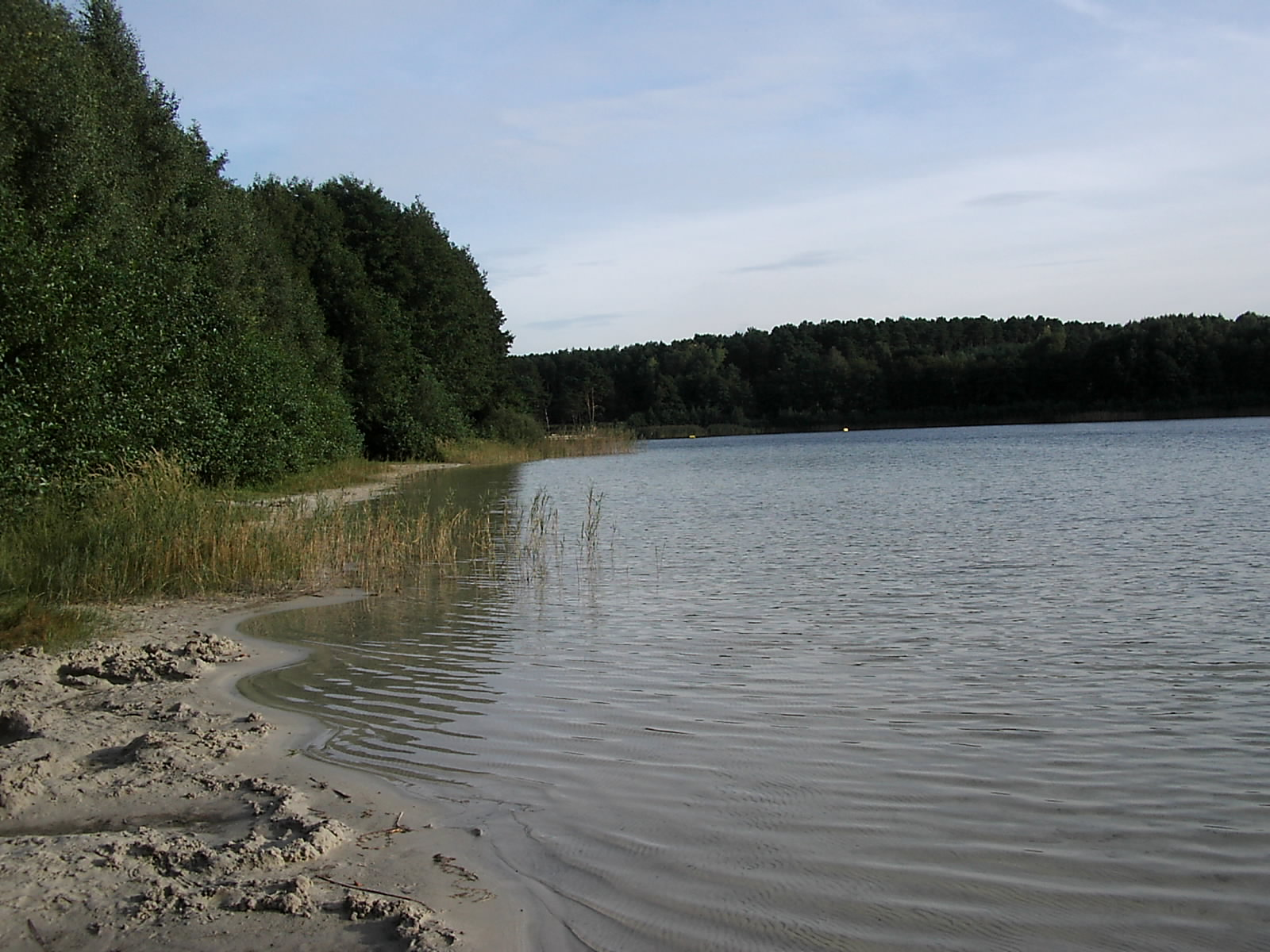

53°17′6″N 12°56′24″E / 53.28500°N 12.94000°E
大魏瑟湖（德語：Großer Weißer See），是德國的湖泊，位於該國東北部，由梅克倫堡-前波美拉尼亞州負責管轄，處於梅克倫堡湖區縣，面積0.27平方公里，海拔高度60米，平均水深5.7米，最大水深12.2米。